# トウツルモドキ

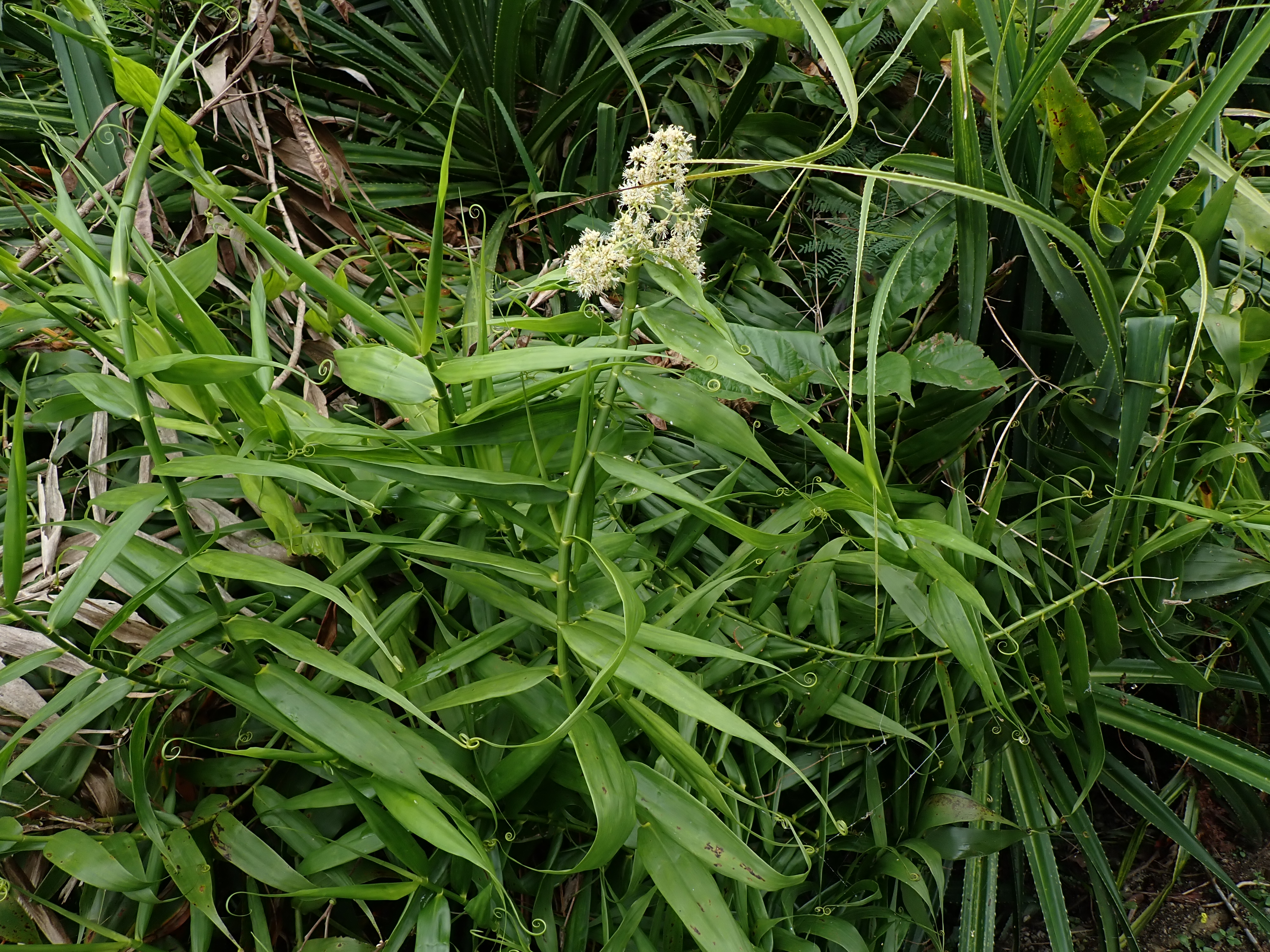
トウツルモドキの葉先の巻きひげ

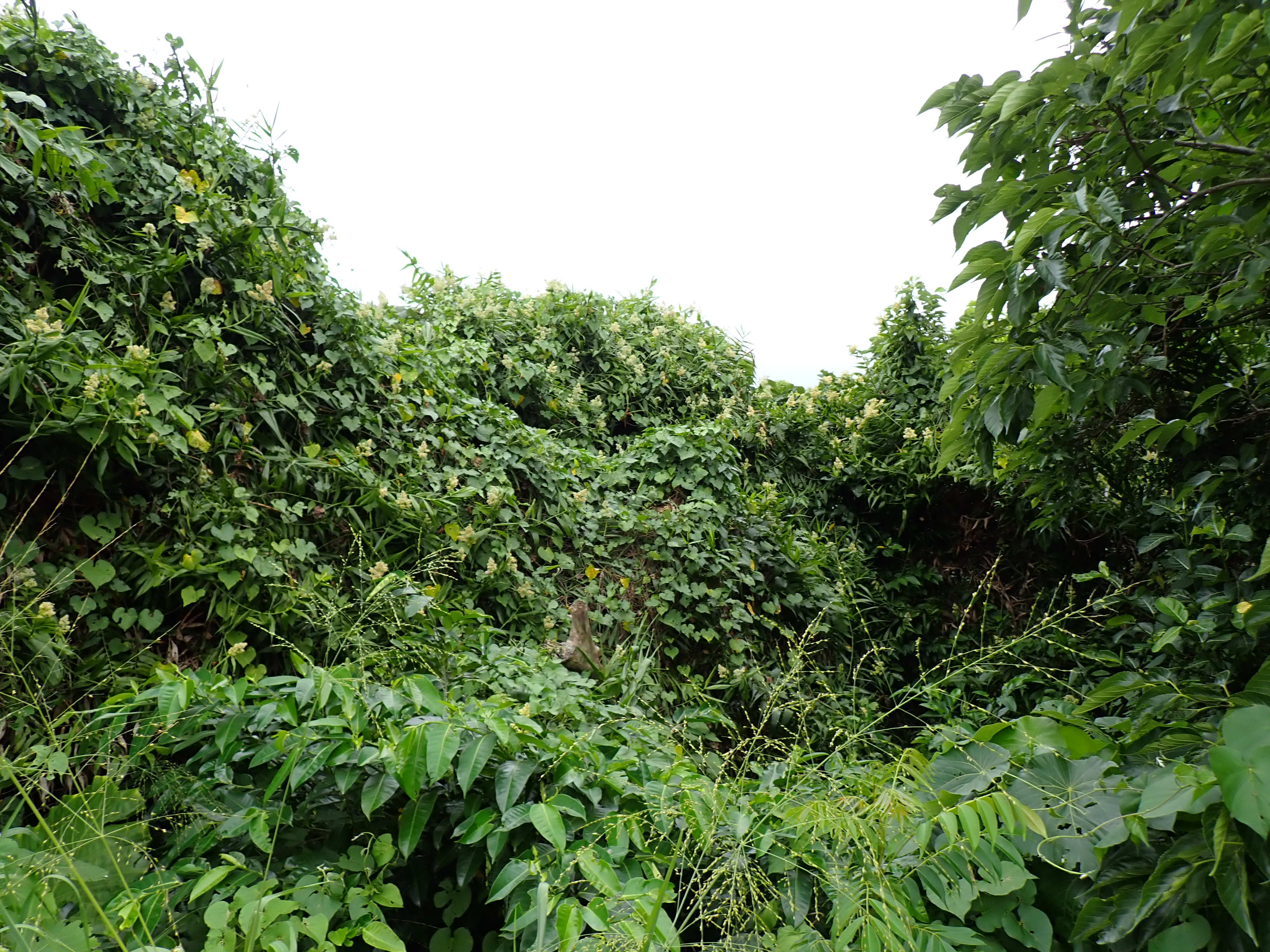
木に登るトウツルモドキ

トウツルモドキ（唐蔓擬、学名：Flagellaria indica）はトウツルモドキ科トウツルモドキ属のつる性多年草～常緑木本。
ヤシ科のトウ（ラタン）に似ることから名前が付けられた。鹿児島県準絶滅危惧種。

## 特徴
高さ3-15 mほどに達する。茎は緑色で葉は2列互生し、長さ15-25 cmで笹や竹に似た形状だが、葉先が巻きひげになり、他の草木に絡み登り、覆いかぶさるように繁茂する。春〜初夏に白く小さい花が密生した円錐花序を枝先につける。
花序の長さは15 cm、花被片は白色で長さ2 mm。果実は淡紅色で直径約5 mmの球形。

## 分布
トカラ列島宝島、徳之島、与論島、大東島、沖縄諸島以南に普通にみられる。国外では台湾、中国南部、東南アジア、インド、オーストラリア、ニュージーランド、太平洋諸島、マダガスカルの熱帯〜亜熱帯に広く分布。
海岸〜山地の林縁に生え、木を覆うようによく茂る。

## 利用
屋根、籠、鞭に利用される。
稈材は強靱で弾力に富む。太い稈は馬鞭にする。茎は裂いて籠やザル等の編み物用や結束用。